# Obliteratrice

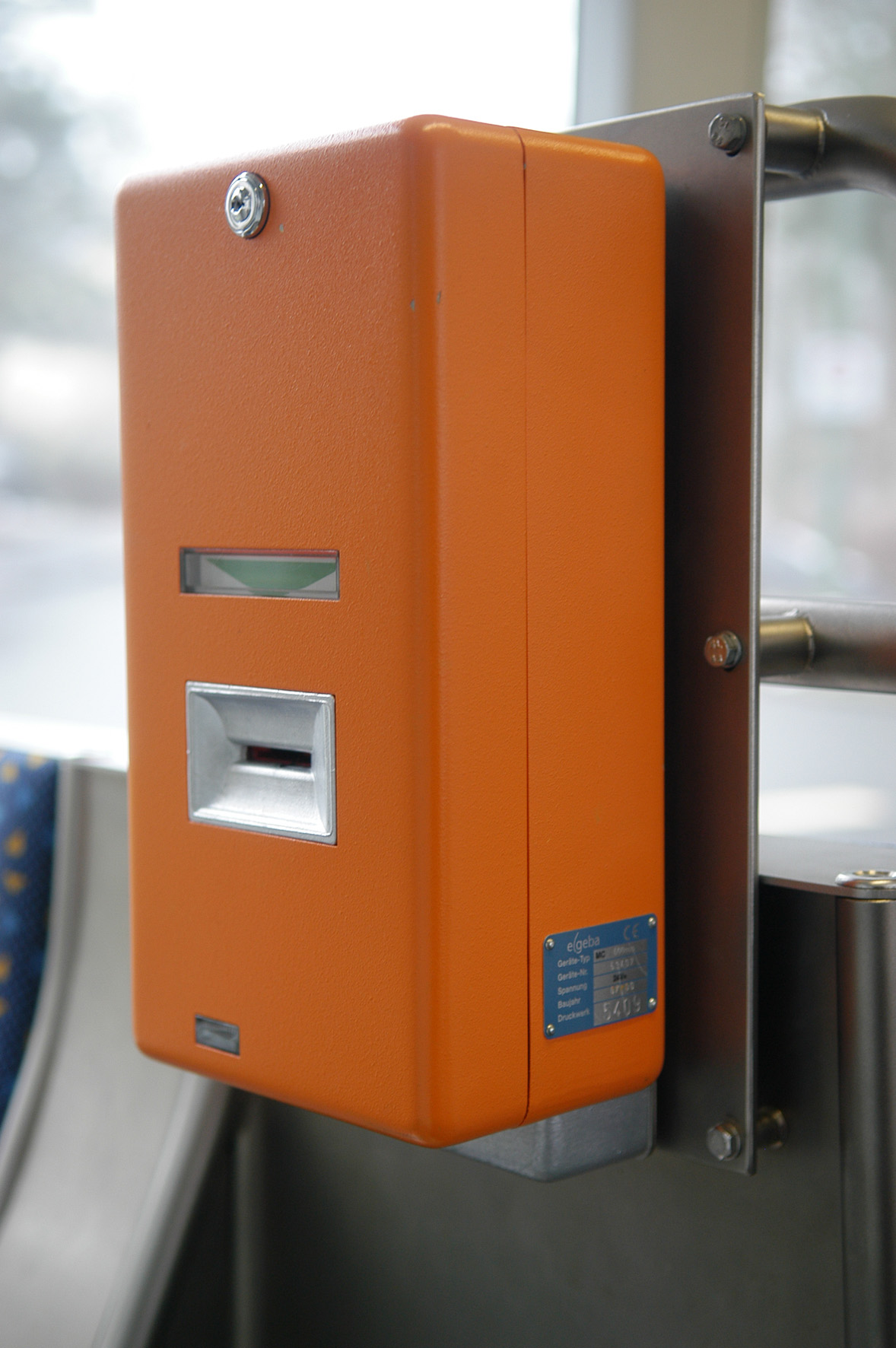
Obliteratrice su mezzo pubblico

Un'obliteratrice è un apparato elettromeccanico predisposto per annullare mediante timbro (obliterare) i documenti di viaggio (biglietti) validi emessi da un'azienda di trasporti pubblici.
Può essere installata, con appositi tornelli, nel piano mezzanino di ogni stazione delle varie linee metropolitane urbane onde intercettare il flusso dei viaggiatori in entrata. Le obliteratrici sono anche installate sui mezzi di trasporto pubblico di superficie (autobus, filobus, tram, ecc.).
Alcune aziende stanno rimuovendo le obliteratrici di tipo meccanico per essere sostituite da validatrici di tipo ottico, con annessi pagamenti contactless.